# Kolechowice-Kolonia
Kolechowice-Kolonia (prononciation : [kɔlɛxɔˈvit͡sɛ kɔˈlɔɲa]) est un village polonais de la gmina de Ostrów Lubelski dans le powiat de Lubartów de la voïvodie de Lublin dans l'est de la Pologne.
Le village compte approximativement une population de 221 habitants.

## Histoire
De 1975 à 1998, le village est attaché administrativement à l'ancienne Voïvodie de Lublin.

Depuis 1999, il fait partie de la nouvelle voïvodie de Lublin.